# Bubble Mix
Bubble Mix, conosciuto anche come Bubble Mix (The Ultimate Aquarium Remixes Album), è un album di remix del gruppo musicale bubblegum pop danese Aqua, pubblicato il 27 ottobre 1998 per la divisione australiana dell'etichetta discografica Universal.
Il disco conteneva quasi tutte le tracce già pubblicate in Aqua Mania Remix ma differiva per la copertina, per la durata dei brani e per l'assenza di Didn't I nella lista tracce di Bubble Mix, sostituito da un megamix dei successi del gruppo tratti dal loro primo disco, Aquarium; Barbie Girl, Doctor Jones, Lollipop (Candyman) e Roses Are Red.

## Tracce
1. Roses Are Red (Club Version) – 7:03 (Søren Rasted, Claus Norreen, René Dif, Lene Nystrøm, Heartmann & Langhoff)
2. Roses Are Red (Disco '70 Mix) – 3:20 (Søren Rasted, Claus Norreen, René Dif, Lene Nystrøm, Heartmann & Langhoff)
3. My Oh My (Spike, Clyde 'N' Eightball Club Mix) – 5:05 (Søren Rasted, Claus Norreen, René Dif)
4. My Oh My (Disco '70 Mix) – 3:26 (Søren Rasted, Claus Norreen, René Dif)
5. Barbie Girl (Extended Version) – 5:17 (Søren Rasted, Claus Norreen, René Dif, Lene Nystrøm)
6. Barbie Girl (Perky Park Club Mix) – 6:16 (A. Øland, Søren Rasted, Claus Norreen, René Dif)
7. Barbie Girl (Dirty Rotten Scoundrels Clinical 12" Mix) – 8:41 (A. Øland, Søren Rasted, Claus Norreen, René Dif)
8. Doctor Jones (Adrenalin Mix) – 6:26 (A. Øland, Søren Rasted, Claus Norreen, René Dif)
9. Doctor Jones (Antiloop Club Mix) – 10:01 (A. Øland, Søren Rasted, Claus Norreen, René Dif)
10. Lollipop (Candyman) (Extended Version) – 5:29 (Søren Rasted, Claus Norreen, René Dif, Lene Nystrøm, Heartmann & Langhoff)
11. Turn Back Time (Love to Infinity's Classic Radio Mix) – 3:23 (Søren Rasted, Claus Norreen)
12. Twisted Mega Mix – 9:14

## Classifiche
| Classifiche (1998) | Posizione massima |
| ------------------ | ----------------- |
| Nuova Zelanda      | 36                |